# Liste der Baudenkmäler in Meinerzhagen
Die Liste der Baudenkmäler in Meinerzhagen enthält die denkmalgeschützten Bauwerke auf dem Gebiet der Stadt Meinerzhagen im Märkischen Kreis in Nordrhein-Westfalen (Stand: 16. Juli 2020). Diese Baudenkmäler sind in der Denkmalliste der Stadt Meinerzhagen eingetragen; Grundlage für die Aufnahme ist das Denkmalschutzgesetz Nordrhein-Westfalen (DSchG NRW).

## Denkmäler
| Bild                                             | Bezeichnung                                               | Lage                      | Beschreibung | Bauzeit                                                                          | Eingetragen seit | Denkmal- nummer |
| ------------------------------------------------ | --------------------------------------------------------- | ------------------------- | --- | -------------------------------------------------------------------------------- | ---------------- | --------------- |
| weitere Bilder                                   | „Villa“ im Park und Stadtpark (Villa Schmiemicke)         | Bahnhofstraße 10          | |                                                                                  | 22.04.1986       | 1               |
| „Gildenhaus“                                     | „Gildenhaus“                                              | Kirchstraße 11            | |                                                                                  | 28.04.1986       | 2               |
| Ehemaliges Katasteramt, Rathaus und Rentamt      | Ehemaliges Katasteramt, Rathaus und Rentamt               | Oststraße 5               | |                                                                                  | 30.08.1985       | 3               |
| weitere Bilder                                   | Haus Badinghagen                                          | Badinghagen Karte         | |                                                                                  | 02.04.1986       | 4               |
|                                                  | Listerhof und Ruine                                       | Valbert Listerhof         | |                                                                                  | 17.04.1986       | 5               |
| weitere Bilder                                   | Katholische Kapelle St. Maria Magdalena                   | Grotewiese                | |                                                                                  | 17.04.1986       | 6               |
|                                                  | Pfarrhaus an der katholischen Kapelle St. Maria Magdalena | Grotewiese                | |                                                                                  | 17.04.1986       | 7               |
|                                                  | Bürgerhaus                                                | Valbert Ihnestraße 21     | |                                                                                  | 17.04.1986       | 8               |
|                                                  | Kriegerehrenmal 1866 und 1870/71                          | Valbert Denkmalplatz      | |                                                                                  | 17.04.1986       | 9               |
| weitere Bilder                                   | Jesus-Christus-Kirche                                     | Kirchplatz                | |                                                                                  | 17.04.1986       | 11              |
| Evangelisches Gemeindehaus                       | Evangelisches Gemeindehaus                                | Kirchstraße 17            | |                                                                                  | 17.04.1986       | 12              |
| Bürgerhaus                                       | Bürgerhaus                                                | Kirchstraße 25            | |                                                                                  | 17.04.1986       | 13              |
| Wohnhaus                                         | Wohnhaus                                                  | Krummicker Weg 7          | |                                                                                  | 17.04.1986       | 14              |
| Bürgerhaus                                       | Bürgerhaus                                                | Krummicker Weg 6          | |                                                                                  | 17.04.1986       | 15              |
| Hotel „Zur Dränke“                               | Hotel „Zur Dränke“                                        | Bahnhofstraße 17          | |                                                                                  | 17.04.1986       | 16              |
| Ehemaliger Gasthof „Zur Post“                    | Ehemaliger Gasthof „Zur Post“                             | Zur Alten Post 4          | Zweigeschossiges, fünfachsiges Krüppelwalmdach-Giebelhaus                                                                                 | 1770 im Kern des Gebäudes, um das Jahr 1860 im klassizistischer Stil umdekoriert | 17.04.1986       | 17              |
| weitere Bilder                                   | Eckhaus                                                   | Zur Alten Post 8          | |                                                                                  | 17.04.1986       | 18              |
| Geschäftshaus („Kohlsches Haus“)                 | Geschäftshaus („Kohlsches Haus“)                          | Hauptstraße 29            | |                                                                                  | 17.04.1986       | 20              |
| Bürgerhaus                                       | Bürgerhaus                                                | Hauptstraße 44            | |                                                                                  | 17.04.1986       | 21              |
| weitere Bilder                                   | Krim (Krugmann-Häuser)                                    | Krim 1-3 Karte            | |                                                                                  | 17.04.1986       | 22              |
| Hotel Killing                                    | Hotel Killing                                             | Oststraße 1               | |                                                                                  | 17.04.1986       | 23              |
|                                                  | Märkisches Bürgerhaus                                     | Hahnenbecke 1             | |                                                                                  | 17.04.1986       | 24              |
|                                                  | Ehemaliges Bauernhaus                                     | Valbert Blomberg 2        | |                                                                                  | 02.04.1986       | 25              |
| weitere Bilder                                   | Haus Listringhausen                                       | Listringhausen Karte      | Unter Denkmalschutz stehen das Herren-, das Neben- und das Torhaus des ehemaligen Rittergutes Listringhausen.                             |                                                                                  | 02.04.1986       | 26              |
| weitere Bilder                                   | Knochenmühle                                              | Valbert Mühlhofe 10 Karte | | 1840                                                                             | 28.08.1987       | 27              |
| weitere Bilder                                   | Umspannhaus                                               | Neu-Hohlinden             | |                                                                                  | 31.08.1989       | 28              |
| Denkmal Fürwiggetalsperre                        | Denkmal Fürwiggetalsperre                                 | Fürwiggetalsperre         | |                                                                                  | 28.10.1986       | 30              |
|                                                  | Wassermühle Bubenzer                                      | Valbert Berlinghausen     | | 1887                                                                             | April 1993       | 31              |
|                                                  | Wasserturm                                                | Valbert Krummenerl        | | 1923                                                                             | 13.10.1992       | 32              |
|                                                  | Ehemaliger Friedhof „An der Kirche“                       | Valbert Ihnestraße 2      | |                                                                                  | 02.02.2004       | 34              |
| weitere Bilder                                   | Staumauer Fürwiggetalsperre                               | Fürwiggetalsperre         | |                                                                                  | 01.09.2004       | 37              |
|                                                  | Bahnbrücke Scherl                                         | Volmequelle               | |                                                                                  | 16.04.2007       | 42              |
| Ehemaliger Friedhof (Ehrenmal) an der Hochstraße | Ehemaliger Friedhof (Ehrenmal) an der Hochstraße          | Hochstraße                | |                                                                                  | 03.09.2007       | 43              |
|                                                  | Historische Straße zwischen Bracht und Grünewald          | Grünewald                 | |                                                                                  | 03.09.2007       | 44              |
| weitere Bilder                                   | Jüdischer Friedhof an der Heerstraße                      | Heerstraße Karte          | |                                                                                  | 04.03.2008       | 46              |
| weitere Bilder                                   | Amtsgericht Meinerzhagen                                  | Gerichtsstraße 14 Karte   | | 1913                                                                             | 07.08.2008       | 47              |
|                                                  | Ehemaliges Forstdienstgehöft Valbert                      | Valbert Ebbestraße 22     | | 1903                                                                             | 18.03.2009       | 48              |
|                                                  | Forstdienstgehöft Beckerhof an der Fürwiggetalsperre      | Beckerhof 1               | | 1930er Jahre                                                                     | 18.06.2009       | 49              |
|                                                  | Wohn- und Stallhaus mit jüngeren Anbauten und Allee       | Derschlager Straße 21     | Unter Schutz steht neben dem ehemaligen Wohn- und Stallhaus auch der gepflasterte Hof vor dem Gebäude und die zum Gebäude führende Allee. | 1919/1920                                                                        | 20.04.2010       | 50              |
|                                                  | Wärterhaus an der Fürwiggetalsperre                       | Fürwigge 3                | | Anfang des 20. Jahrhunderts                                                      | 20.06.2012       | 51              |
| weitere Bilder                                   | Kirche St. Maria Immaculata                               | Kampstraße 1              | | 1972/1973                                                                        |                  | 52              |